# Ексл Роуз
Ексл Роуз (Axl Rose, справжнє ім'я: Вільям Брюс Роуз Молодший, англ. William Bruce Rose, Jr.; 6 лютого 1962) — американський музикант, фронтмен гуртів Guns N'Roses.
Засновник, лідер, вокаліст та фронтмен гурту Guns N'Roses. Відомий за свій унікальний, співацький 5-октавний голос, через який неодноразово вважався одним з найкращих вокалістів усіх часів, за рейтингом журналу Rolling Stone. У середині 1990-их років, Ексл єдиний постійний учасник гурту, він почав роботу над альбомом Chinese Democracy, над яким працював з середини 1990-их років, випустивши альбом лише у 2008 році.
У тому ж році, об'єднався із Слешем та Даффом Макагганом, тим самим повернувши Guns N'Roses зі старим, класичним складом, але також були та з'явилися інші та нові члени.
Нині активно займається студійною та концертною діяльністю із Guns N'Roses.

## Біографія
Ексл Роуз народився 6 лютого 1962 року в місті Лафаєтт, (штат Індіана) в сім'ї Вільяма Брюса Роуза і Шерон Лінтнер. Батько Ексла покинув сім'ю, коли синові не було ще й трьох років. З п'яти років Ексл співав у хорі, відвідував недільну школу, вчився співати по нотах. У віці 18 років покинув батьківський дім та переїхав до Лос-Анджелес.

У березні 1985 року разом із гітаристами Трейсі Ганзом, Іззі Стредліном, ударником Робом Гарднером і басистом Оле Байхом (якого згодом змінив Дафф Маккеган) заснував гурт «Guns N'Roses». Під час гастролів Трейсі Ганз і Роб Гарднер не змогли брати участь в першому концерті гурту   — і тоді Роуз запросив виступити гітариста Слеша і ударника Стівена Адлера. На початку 1986 року вони стали постійними членами гурту «Guns N'Roses»:
- Ексл Роуз — вокал
- Слеш — соло-гітара
- Іззі Стредлін — ритм-гітара
- Дафф Маккеган — бас-гітара
- Стівен Адлер — ударні

У середині 1990-х почалися розбіжності між Роузом і Слешем, унаслідок чого в групі залишився лише сам Ексл Роуз.
Зараз групу відроджено в іншому складі. Ексл — єдиний оригінальний учасник групи.
У 2012 році Роуз відмовився бути включеним до «Зали слави рок-н-ролу» у складі групи «Guns N'Roses», попросивши прибрати його ім'я з числа тих, кого включають до «Зали слави».

## Особисте життя
У 1986 році, Ексл познайомився із Ерін Еверлі, донькою Едана Еверлі — одного із засновників гурту The Everly Brothers.
Вони одружилися у Лас-Вегасі. У вересні 1990 року, Ерін дізналася про вагітність. Але 29 жовтня, у Ерін стався викидень, що стало причиною сімейного скандалу, і розлучення у листопаді 1990 року.
У 1991 році у Ексла почалися стосунки з Стефані Сеймур, американською моделлю та акторкою. Вона знялась у двох відео групи: «Don't Cry» та «November Rain».
У березні 1993 року вони розлучились — причиною стали підозри Ексла у тому, що Стефані ніби то йому зраджує. Втомившись від постійних підозр у свою адресу, Стефані пішла від Ексла.
У тім же 1993 року Роуз познайомився з моделлю Дженніфер Драйвер, яка знялася в кліпі Guns N 'Roses на пісню «Since I Do not Have You». Однак в 1994-му пара розійшлася. Причина невідома, але після розставання Дженніфер добре відгукувалася про Ексла.
У 1994 році Ексл Роуз одружився з подругою дитинства Елін Тайлер. За ствердженнями Роуза, вона була єдиною, до кого він мав найщиріші почуття. Подальші подробиці їхнього особистого життя невідомі. Роуз не дає ніяких інтерв'ю на цю тему, але ходять чутки, що між двома закоханими досі підтримуються відносини. Фронтмен написав пісню, присвячену своїй обраниці, але в світ вона так і не вийшла.

## Цікаві факти
- Ексл Роуз піддавався арештам більше 30 разів. Особливо примітний випадок в 2006 році в Швеції, коли він, будучи в нетверезому стані, вкусив за ногу охоронця. За це музиканта в черговий раз заарештували і наклали штраф розміром $6000.
- Дрібні проблеми із законом почалися ще у віці 16 років. Вілл зростав як юний правопорушник: постійно був під домашнім арештом через те, що не піддавався батьківським настановам зрізати довге волосся; часто потрапляв до в'язниці, при тому наполягаючи, що був невинен; арештовували його і за розпивання спиртних напоїв у неповнолітньому віці.
- У концертному побутовому райдері Ексла Роуза 41 пункт: в основному це випивка та їжа, а також чорна гримерка, декорована червоними і білими трояндами, по 18 кожного кольору.